# Итальянско-сомалийские отношения
Итальянско-сомалийские отношения (сомал. Xiriirka Talyaaniga-Soomaaliya) — международные дипломатические, экономические, военные, культурные и иные отношения между Республикой Сомали и Италией.

## История
Отношения между современными территориями Сомали и Италии начались ещё с древних времён. Перипл Эритрейского моря Римской империи сообщает о коммерческих обменах между торговцами, населявшими города-государства на севере Сомали с римскими купцами. Многочисленные предметы, относящиеся к этому периоду, были обнаружены в Сомали, в том числе около города Дамо в округе Пунтленд.
В административном плане Италия впервые закрепилась в Сомали благодаря подписанию различных соглашений и в конце XIX века с правящим сомалийским султанатом и султанатом Хобьо во главе с королём Османом Махамудом и султаном Юсуфом Али Кенадидом соответственно.
В начале XIX-го века было создано Итальянское Сомали с колониальным статусом. Оно было увеличено после Первой мировой войны, тогда же Могадишо стал столицей колонии.
В 1936 году приобретенная территория у Эфиопии, названная «Итальянский Огаден», была интегрирована в Africa Orientale Italiana в составе провинции Сомали Итальянской империи. Муниципалитет благодаря субсидиям бюджета метрополии являлся территорией увеличенного социально-экономического развития вплоть до 1941 года. После начала Второй мировой войны финансирование колонии было урезано, а экономический потенциал территории спал.
В ходе войны Итальянский Сомалиленд перешёл в состав Британского Сомали, а с 1949 года — он подопечная территория Организации Объединенных Наций с Итальянским управлением. 1 июля 1960 года подопечная территория Сомали объединилась с государством Сомалиленд (бывшие Британское Сомали), сформировав Сомалийскую Республику.
Хотя большинство итальянских сомалийцев покинули территорию после обретения независимости, отношения Сомали с Италией оставались близкими в последующие годы и в течение последующего периода гражданской войны.

## Дипломатические миссии
Федеральное правительство Сомали было создано 20 августа 2012 года. В следующем месяце Хасан Шейх Махмуд был избран первым президентом при новом правительстве. Выборы приветствовали итальянские власти, которые подтвердили неизменную поддержку Италией с её стороны правительства Сомали, территориальной целостности и суверенитету страны. Италия пока не объявила об открытии посольства в Могадишо.